# 1836
Het jaar 1836 is het 36e jaar in de 19e eeuw volgens de christelijke jaartelling.

## Gebeurtenissen
februari
- 23 - De Mexicaanse militaire leider Antonio López de Santa Anna trekt San Antonio binnen. De opstandige Texanen verschansen zich in de katholieke missiepost Alamo.
- 24 - Samuel Colt verkrijgt het patent op de revolver. In april bouwt hij zijn eerste fabriek in Patterson, New Jersey, dan een van de snelst groeiende industriegebieden van de Verenigde Staten.

maart
- 6 - De Mexicaanse troepen veroveren het Alamogebouw. Alle Texaanse mannen worden gedood.

april
- 14 - Ontstaan in het Saarland van de porseleinfabriek Villeroy & Boch door een fusie.
- 29 - De eerste steen voor de Suikerfabriek van Waterloo wordt gelegd
- 30 - In België worden provincieraden ingesteld.

juni
- 3 - Opening van de spoorlijn Mechelen - Antwerpen.

juli
- 29 - In Parijs wordt de Arc de Triomphe officieel in gebruik genomen.

augustus
- 17 - Het Britse Lagerhuis stemt in met de oprichting van een burgerlijke stand.
- 30 - Stichting van de stad Houston aan de oever van de Buffalo Bayou in de republiek Texas.

september
- 5 - De oud-gouverneur van Tennessee, Sam Houston, wordt gekozen tot president van Texas. Tevens spreken de kiezers zich uit voor aansluiting bij de Verenigde Staten

oktober
- 6 - Eerste vergadering van de provincieraad van West-Vlaanderen.
- 13 - De Lutherse dominee Theodor Fliedner begint een opleiding voor diaconessen, evangelische verpleegsters voor een later te bouwen ziekenhuis.
- 16 - Tijdens de Grote Trek slaat een groep Voortrekkers in de Slag bij Vegkop een aanval af van de Matabele. De stad en Boerenrepubliek Winburg wordt door hun voorman Andries Potgieter gesticht.
- 25 - Installatie van de Obelisk van Luxor op de Place de la Concorde in Parijs.

november
- 29 - De Lage Landen worden getroffen door een orkaan. Het Haarlemmermeer treedt buiten zijn oevers en zet het land blank tot aan Sloten. De Domtoren van Utrecht wordt zwaar beschadigd.

december
- 28 - De onafhankelijkheid van Mexico wordt erkend door de voormalige kolonisator Spanje.
- 28 Stichting door de  Britten van de kolonie Zuid-Australië en van de hoofdstad Adelaide.

## Muziek
- Adolphe Adam schrijft het ballet La fille du Danube
- Freiherr Friedrich von Flotow schrijft de opera Rob le Barbe

## Archeologie
In april ontdekken een priester en een militair bij Cerveteri (Italië) het ongeschonden Etruskische "Regolini-Galassi-graf waarbij honderden bijzondere vondsten aan het licht kwamen.

## Bouwkunst

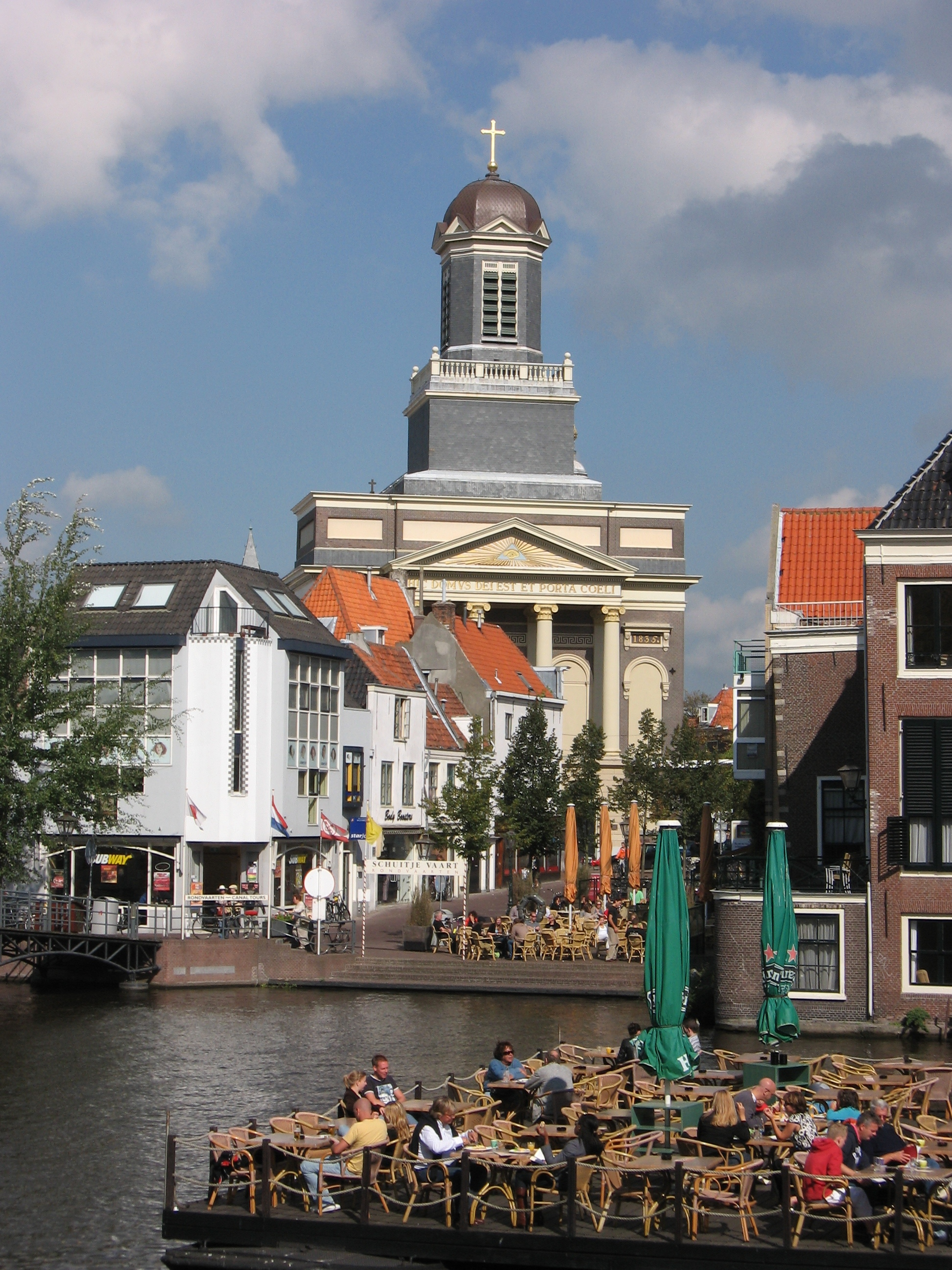
Hartebrugkerk, Leiden (1836) Theo Molkenboer

## Geboren
januari
- 1 - Raffaele Pierotti, Italiaans kardinaal (overleden 1905)
- 8 - Lourens Alma Tadema, Nederlands-Brits kunstschilder (overleden 1912)

februari
- 1 - Klaas de Vrieze, Nederlands onderwijzer, voorvechter van het gebruik van kunstmest (overleden 1915)
- 11 - Vasili Tsinger, Russisch wiskundige, botanicus en filosoof (overleden 1907)
- 20 - Anne Casimir Pyrame de Candolle, Zwitsers botanicus (overleden 1918)
- 24 - Winslow Homer, Amerikaans kunstschilder (overleden 1910)

maart
- 3 - Léonie de Waha, Belgisch feministe, filantroop, opvoeder en Waals activiste (overleden 1926)

mei
- 17 - Virginie Loveling, Vlaams schrijfster (overleden 1923)
- 17 - Wilhelm Steinitz, Tsjechisch-Oostenrijks schaker (overleden 1900)
- 27 - Jay Gould, Amerikaans spoorwegmagnaat (overleden 1892)

augustus
- 23 - Marie Henriëtte van Oostenrijk, Oostenrijks aartshertogin en getrouwd met Leopold II, koning der Belgen (overleden 1902)

september
- 7 - August Toepler, Duits natuurkundige (overleden 1912)

december
- 5 - Vincenzo Vannutelli, Italiaans kardinaal (overleden 1930)
- 11 - Joseph Van Naemen, Belgisch politicus en burgemeester (overleden 1917)
- 25 - Herman Jacob Kist, Nederlands jurist en politicus (overleden 1912)

datum onbekend
- Friedrich Fleiter, orgelbouwer (overleden 1924)

## Overleden
januari
- 30 - Betsy Ross (84), naaister van de eerste Amerikaanse vlag
- 31 - Maria Christina van Savoye (23), echtgenoot van koning Ferdinand II der Beide Siciliën

februari
- 2 - Maria Laetitia Ramolino (Laetitia Bonaparte) (85), moeder van Napoleon Bonaparte
- 12 - Copenhagen (28), paard van de Hertog van Wellington
- 22 - Theo Majofski (64), Nederlands acteur

maart
- 4 - Mathieu Kessels (51), Nederlands beeldhouwer
- 6 - James Bowie (40), kolonel tijdens de Texaanse Revolutie

mei
- 5 - Nuntius Sulprizio (19), Italiaans leerling-smid en zalige
- 7 - Norbert Burgmüller (26), Duits componist
- 28 - Antonín Rejcha (66), Tsjechisch-Frans componist

juni
- 10 - André-Marie Ampère (61), Frans natuur- en wiskundige, een van de ontdekkers van de elektriciteit
- 23 - James Mill (63), Schots econoom, filosoof en theoloog
- 28 - James Madison (85), vierde president van de Verenigde Staten

september
- 12 - Christian Dietrich Grabbe (34), Duits schrijver

oktober
- 6 - Johannes Jelgerhuis (66), Nederlands kunstschilder en acteur

november
- 16 - Christiaan Hendrik Persoon (74), Zuid-Afrikaans mycoloog

## Weerextremen in België
- 28 november: hoogste etmaalgemiddelde temperatuur ooit op deze dag: 13,2 °C.
- 29 november: hoogste etmaalgemiddelde temperatuur ooit op deze dag: 14 °C en hoogste maximumtemperatuur: 16,7 °C.